# Citroën C3
Citroën C3 je mali automobil francuskog proizvođača Citroëna.
Automobil je predstavljen 2001. godine kao jedan od nasljednika modela Citroën Saxo (drugi je bio Citroën C2 predstavljen dvije godine kasnije). Platformu na kojoj su građeni Citroën C3 i C2 razvio je Peugeot, a na njoj se još grade i modeli Peugeot 1007 i 207. 2003. godine automobil je pod nazivom C3 Pluriel postao dostupan i kao kabriolet, a 2005. lagano je redizajniran vanjski izgled automobila.
Citroën C3 dostupan je s benzinskim motorima obujma od 1.1 do 1.6 litara i snage od 60 do 109 KS, te dizelskim HDI motorima obujma 1.4 i 1.6 litara i snage od 68 do 109 KS.